# 동의병원
동의병원은 부산광역시 부산진구 양정로 62에 위치한 동의의료원 산하 종합병원이다.

## 연혁
- 1990년 4월 16일 동의병원 및 동의대학교 한방병원 건물 준공 (지하 1층, 지상 10층)
- 1990년 4월 21일 동의의료원 개설 허가
- 1990년 6월 1일 '동의병원', '동의대학교 한방병원' 개원

## 같이 보기
- 동의대학교
- 동의과학대학교